# Decio Paulino
Decio Paulino (latín: Decius Paulinus) fue el último cónsul romano de Occidente, ocupando el cargo en el año 534. A veces se le llama Paulino el Joven para distinguirlo de Paulino, cónsul del 498.

## Vida
Paulino era miembro de la gens Decia, una de las familias más respetadas y antiguas de Roma, con un historial político que se remonta a la Primera secessio plebis ocurrida hacía más de 1000 años antes. Era hijo de Basilio Venancio (cónsul en 508) y hermano de Decio (cónsul en 529), con al menos un hermano más dentro el consulado.
Atalarico, rey del Reino ostrogodo de Italia, lo designó como cónsul romano en septiembre del 533 mediante una carta que hacía hincapié en el prestigio de su familia y antepasados. Aparte de este evento concreto, no se sabe casi nada sobre la vida de Paulino, salvo que entró al consulado a una edad temprana.